# Bârlad
Bârlad – miasto we wschodniej Rumunii, w okręgu Vaslui, nad rzeką Bârlad, lewym dopływem Seretu. W 2011 roku liczyło ok. 55,6 tys. mieszkańców.
W mieście rozwinął się przemysł maszynowy, elektrotechniczny, meblarski, odzieżowy oraz spożywczy.